# Xipaias
Os xipaias, ou xipayas, são um grupo indígena que habita o sudeste do estado brasileiro do Pará, mais precisamente a Terra Indígena Xipaya, localizada no município de Altamira. Atualmente, é estimado que 241 xipaias vivam em território brasileiro, sendo que cerca de 197 deles vivem na Terra Indígena Xipaya, e os demais estão espalhados por comunidades menores e em diversos bairros do município de Altamira.
Desde o século XVII, com o primeiro contato com colonizadores, os xipaias foram explorados como mão-de-obra, e apenas nos anos 90 conseguiram retornar às suas terras nativas. A língua xipaia, que foi praticamente extinta, vem sendo reanimada nas últimas décadas, por meio de um trabalho de resistência linguística dos membros da comunidade com o objetivo de preservar suas características originárias.
Suas crenças religiosas xamânicas são baseadas na figura do curandeiro, ou pajé, que realizam ritos e feitiços para curar doentes, porém também há quem se utiliza dos feitiços para prejudicar outros membros da comunidade ou indivíduos diversos que lhe causaram algum mal. Apesar de muitos xipaias terem sido convertidos para o cristianismo, ainda é comum que essas práticas sejam realizadas nas aldeias e comunidades menores de população xipaia.

## Localização

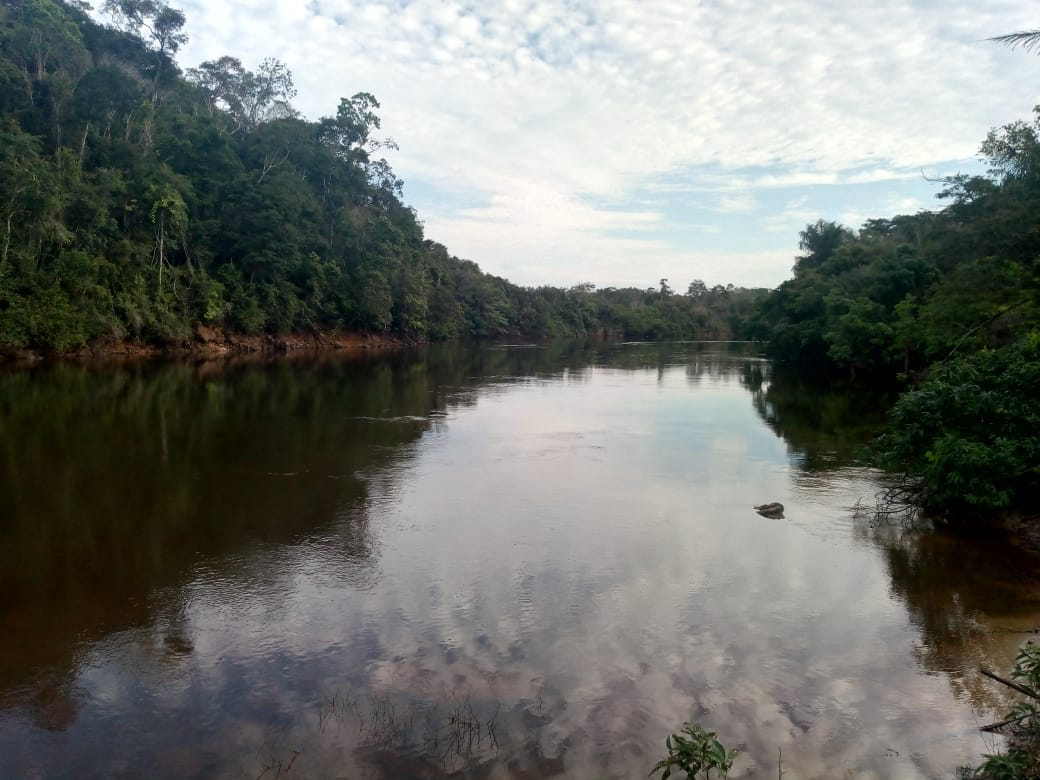
Rio Curuá visto de Santárem, Pará

A maior parte dos xipaia vive na Terra Indígena Xipaya, localizada às margens dos rios Iriri e Curuá, afluentes do rio Xingu, na cidade de Altamira e na Volta Grande do Xingu. Nessa Terra Indígena, estão localizadas a aldeia Tukamã e três comunidades menores. A aldeia tem formato circular, com uma casa de reunião no centro, um campo de futebol, algumas casas e uma escola, além de uma enfermaria, um poço artesiano, uma plantação comunitária e duas moradas fora do círculo. As três comunidades menores são a de Nova Olinda, mais antiga, a de Remanso e a de São Geraldo.
A cidade de Altamira, fundada por jesuítas e local que abrigou a Missão Tauaquara, responsável pela integração de diversas comunidades indígenas da região, é a que mais abriga xipaias. Além disso, durante a história, como consequência de conflitos, doenças e matrimônios com não-indígenas, diversos xipaias migraram para a cidade. Em Altamira, 44% da população indígena é xipaia. Além disso, na região da Volta Grande do Xingu, existem outras duas comunidades xipaias, a de Jurucuá e a de Boa Vista.
Segundo censo realizado em 2022, há 197 indígenas que atualmente vivem na Terra Indígena Xipaya.

## História e documentação

Curt Nimuendajú, antropólogo alemão e principal estudioso dos xipaias

Desde o século XVII, alguns relatos de missionários, padres, viajantes e cientistas já citavam os xipaias. Em 1750, o padre Roque Hunderfund realizou uma incursão na região do rio Xingu e seus afluentes, catequizando e formando algumas missões, marcando o primeiro contato prolongado de não-indígenas com os xipaias. Ao longo do século XIX, alguns registros importantes do povo foram feitos pelo explorador, etnólogo e antropólogo alemão Karl von den Steinen, pelo príncipe e explorador Adalbert Heinrich Wilhelm, da Prússia, e pelo explorador francês Henri Coudreau. Alguns dos registros contemporâneos mais importantes foram feitos pela ornitóloga Emilie Snethlage, que publicou dois artigos etnográficos e um pequeno texto sobre a língua xipaia. Além disso, o etnógrafo Curt Nimuendajú viveu por mais de três anos nessa região, classificando as diferentes etnias da região num artigo publicado em 1948.
Desde o primeiro contato com não-indígenas, no século XVII, os xipaias foram explorados e perseguidos, forçados a trabalhar no extrativismo na região. No século XVIII, com a fundação da missão Tauaquara, na região do rio Xingu, os xipaias passam a integrar-se ao sistema colonial do Brasil, e foram alocados para a região que hoje compreende o município de Altamira, no Pará. Na década de 1880, com o advento do Ciclo da Borracha, diversos povos indígenas da região passaram por expansões e deslocamentos, o que também causou alguns conflitos entre os xipaias e outras comunidades nativas, como as dos mundurucus, caiapós e carajás. Com a expansão dos seringalistas e escravização das comunidades nativas da região, os xipaias se aliaram com comunidades que antes eram suas inimigas, a fim de que esses diferentes grupos se preservassem mutuamente.

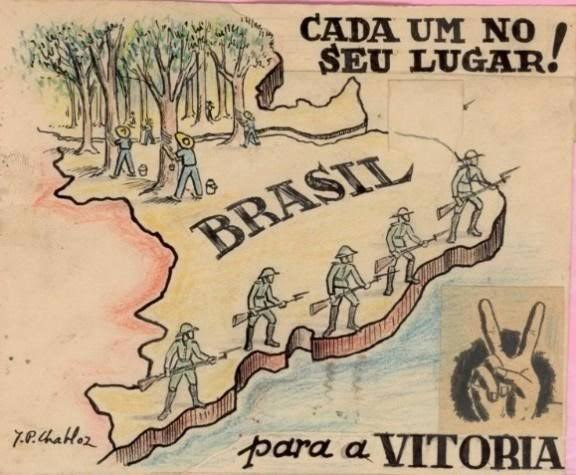
Cartaz de Jean Pierre Chabloz mostrando soldados defendendo o litoral enquanto seringueiros extraem a borracha.

Em 1885, os xipaias são forçados pelos caiapós a recuarem para o Gorgulho do Barbado, região que viria a ser abandonada por eles apenas em 1913 por conta de um conflito com os seringueiros da região. Por conta de novos interesses dos seringueiros, os xipaias foram realocados para regiões diferentes, com alguns grupos indo em direção ao rio Iriri e outros em direção ao rio Curuá. No começo do século XX, a população de xipaias era reduzida e muito dispersa. Com a Segunda Guerra Mundial, outros esforços dos seringalistas de reestruturarem sua empresa na região, além de doenças e matrimônios com outros grupos, impactaram novamente os xipaias, que foram declarados extintos como grupo étnico na década de 1950.
Apenas na década de 1970, os xipaias reunidos tentaram reconquistar os territórios que antes pertenciam a eles. Esse movimento teve início a partir da família de Tereza Xipaya de Carvalho, reconstruindo a aldeia no rio Iriri. Tereza, casada com um agricultor desde 1951, teve 22 filhos. Após algum tempo, se mudaram para perto da cidade de Altamira, e posteriormente para São Félix do Xingu. Devido a alguns problemas com não-indígenas da região, passaram a viver junto com os caiapós, onde trabalharam como agricultores por cinco anos. Com alguns grupos xipaias dispersos nessa época, eles resolveram todos irem para a cidade de Tucumã, e depois para o Quilombo Cajueiro, porém a malária chegou e afetou muito a comunidade, que em 1993, após sua recuperação, voltaram para o rio Iriri, onde resistiram em suas terras nativas. Após dois séculos de migrações forçadas, os xipaias finalmente reconquistaram sua morada original.

## Etimologia
Segundo histórias dos nativos, o nome xipaia tem relação com um tipo de bambu que pode ser utilizado para produzir flechas. Esse bambu é considerado forte, mas ao mesmo tempo flexível e bravo. Esse grupo se enxerga tendo esses mesmos atributos, e por isso a origem do nome vem dessa planta. Além da forma aportuguesada, é possível encontrar-se com variações do termo, como juacipoia, jacypoia, jacypuiá, juvipuyá, acypoia, achupaya, sipáia, achipaye, axipai, chipaya e, mais usualmente, também, xipaya.

## Língua e cultura

### Língua
A língua nativa dos xipaias, o xipaia, é uma das duas últimas línguas vivas pertencentes à família das línguas jurunas, pertencente ao tronco tupi. A única outra língua viva dessa família é a própria língua juruna, falada pelos jurunas, que habitam o Parque Indígena do Xingu. Com a migração dos xipaias para as cidades, a língua nativa deles foi gradualmente deixando de ser utilizada, e as gerações atuais, já alfabetizadas e tendo o português como língua materna, não sabem mais utilizar a língua xipaia para comunicação básica. A última falante nativa da língua xipaia é Maria Xipáya, que, com o apoio da Universidade Federal do Pará, conseguiu, de certo modo, reanimar o uso da língua. Atualmente, cerca de 80 xipaias já cantam suas canções tradicionais na língua xipaia, que atualmente já foi documentada e descrita numa gramática básica. Desde cerca de 2019, alguns outros esforços foram feitos na direção de preparar os pais para utilizar e ensinar a língua xipaia para seus filhos dentro de casa, pois isso acaba sendo mais eficaz do que um ensino apenas escolarizado da língua.

### Medicina e feitiçaria

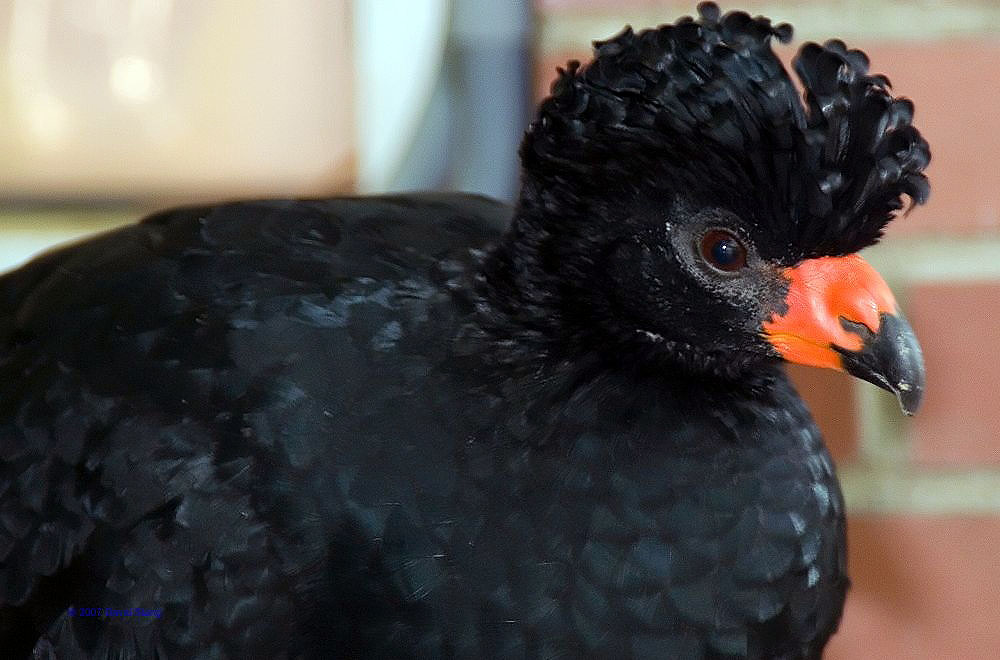
As penas queimadas do mutum-de-fava (Crax globulosa) podem ser utilizadas para tratar picadas de algumas espécies de formigas e escorpiões.

Para um membro da comunidade xipaia tornar-se um curandeiro, primeiro ele deve ser instruído. A fonte de sua sabedoria são seus sonhos, e por isso é dito que os pajés transmitem seus conhecimentos para os aprendizes quando eles lhe dão seus sonhos. A tranmissão desses sonhos se dá por meio de charutos feitos de tauari. Os aprendizes não devem inalar essa fumaça, mas sim engoli-la. Outros membros da comunidade podem ter uma inclinação natural para tornarem-se curandeiros, o que é descoberto por meio de sonhos e visões.
Os pajés, para curar os doentes, extrai a doença de seus corpos, fortalece o doente e neutraliza as influências malignas que podem prejudicá-lo. Para tratar a malária, é utilizada a casca da carapanaúba. Em caso de algumas infecções, em que o doente deve vomitar, são utilizadas pequenas doses da casca do sarã, já que ela também pode ter efeitos psicoativos. As picadas das tocandiras e de escorpiões são tratadas com as penas queimadas do mutum-de-fava, e as picadas de tarântulas são tratadas com raspas de remo. As ferroadas de arraias são curadas por um liquído misturado com dentes de ariranha ralados. Algumas picadas de cobras podem ser tratadas com as penas queimadas de falcão; picadas de outras espécies podem ser tratadas pronunciado, em voz alta, o nome do animal. O molho de pimenta pode ser aplicado nos cantos dos olhos para aguçar a visão das crianças, e as garras do caburé são utilizadas para arranhar os braços de quem quer se tornar um bom atirador de flechas. Uma viúva, para evitar influências malignas por conta de seu marido falecido, deve tomar banho três vezes numa infusão de casca e folhas da erva-de-guiné para poder se casar novamente.
Alguns feitiços podem ser utilizados para medicina, porém outros podem ser empregados para se vingar de algumas pessoas. O feitiço da mandioca é feito para se vingar do assassinato de um parente. O feitiço wiru é dito como o responsável por epidemias de doenças, assumindo a forma de um cristão. O feitiço wiru pode ser evitado caso o membro da comunidade xipaia não entre em contato com o chamado, sendo seu único remédio o refúgio na selva, onde eles estão livres do feitiço. Historicamente, as ocorrências desses feitiços condizem com alguns momentos históricos que os xipaias enfrentaram epidemias, especialmente da malária.

### Crenças religiosas

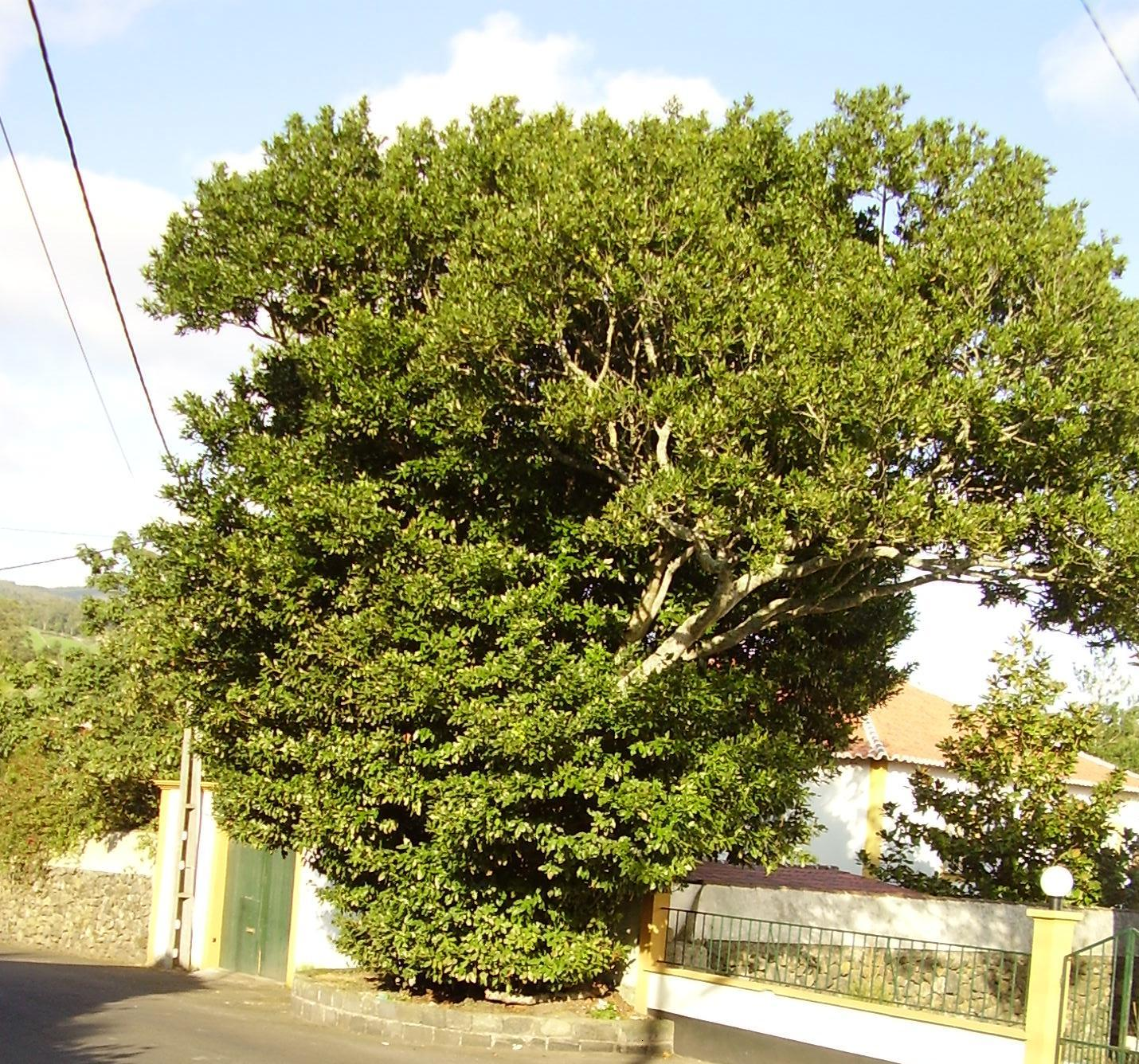
Espécie de árvore próxima ao mamoí, utilizado como abrigo para os xipaias quando o céu caiu.

Para os xipaias, o mundo consiste em vários andares. Abaixo do nosso mundo, há um outro mundo, e acima também, e o que agora chamamos de terra, já foi céu, e no futuro, o que hoje é céu, se tornará terra. É dito que, há algum tempo atrás, houve uma tempestade terrível que fez com que o céu caísse sobre a terra. Com as árvores sendo derrubadas e matando as pessoas, alguns membros da comunidade xipaia se esconderam debaixo de um mamoí. Quando a noite estava chegando, eles soltaram um tatu e uma paca para que eles cavassem buracos no céu, e por isso conseguiram atravessar e alcançar o mundo superior. Tudo o que fazia parte desse céu é o que, atualmente, é terra. Futuramente, acredita-se que em algum momento o céu irá cair de novo.
Acredita-se que as estrelas menores são lagartas da grossura de um braço humano, e que sua luz vêm de seu ânus, e à medida que o abrem e fecham, é possível ver as estrelas brilhando e desaparecendo. Por vezes, o fio que pendura essas lagartas no céu se rompe, e as estrelas caem na terra, na forma de estrelas cadentes. É dito que, uma vez, uma estrela caiu perto de uma comunidade, e ao irem ver, encontraram uma dessas lagartas. Algumas constelações são explicadas por seus mitos e recebem nomes próprios. O Cruzeiro do Sul, por exemplo, é chamado Kuzuhú, que significa "urubu", e a constelação de Orion é chamada de Takurari, que significa jabuti.
Até por volta de 1885, quando os xipaias estabeleceram definitivamente contato com o restante da população brasileira, acredita-se que eles praticavam o canibalismo. Kumãphári é o demônio do canibalismo e, quando faminto, os xipaias realizavam expedições em tribos inimigas para capturar prisioneiros e sacrificá-los ao demônio. Nesse sacrifício, era feita uma festa em que os outros membros da comunidade xipaia também comiam a carne do inimigo capturado.

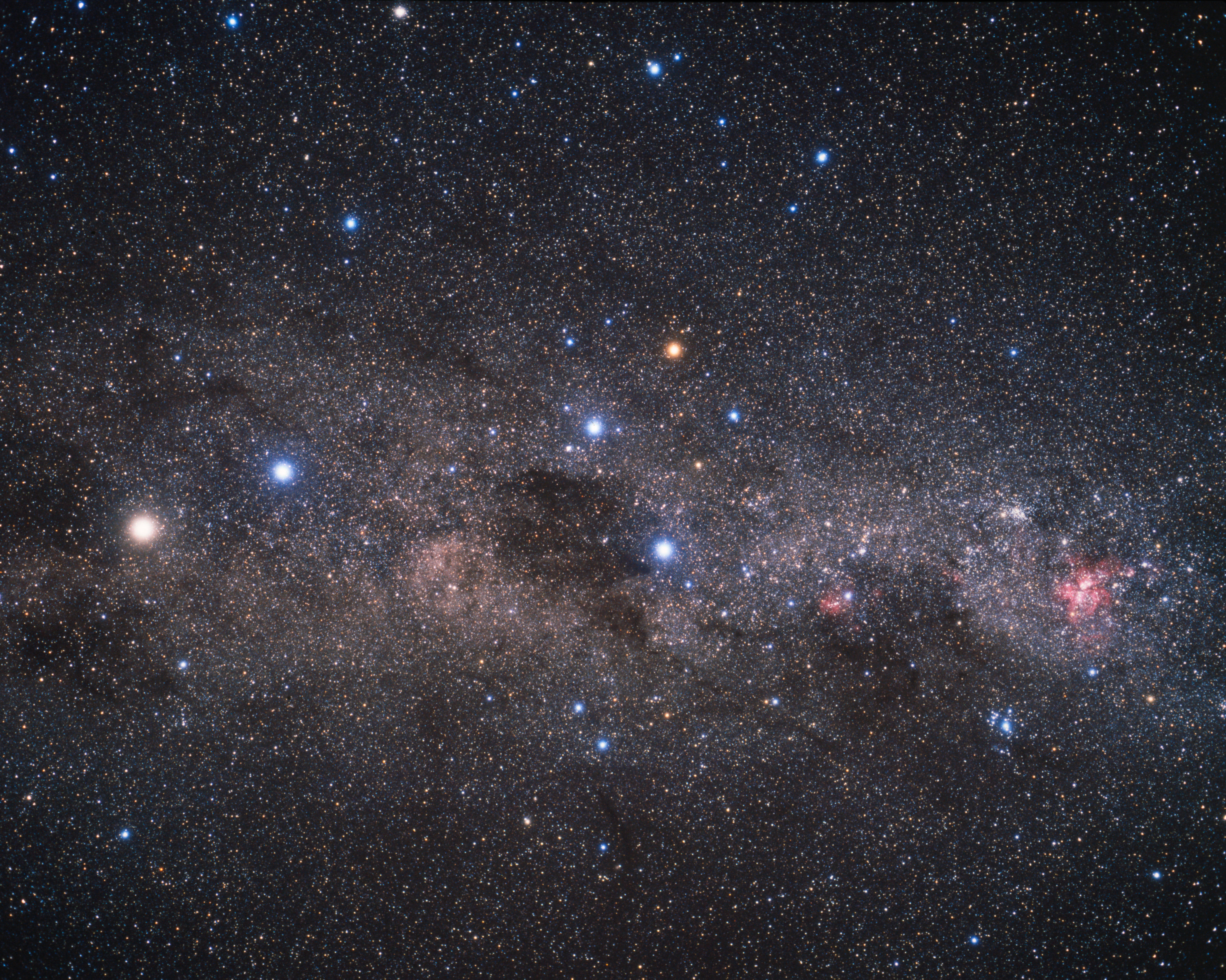
Céu noturno em que se pode observar, ao centro, a constelação do Cruzeiro do Sul.

As almas são compostas de Ãwá e Isáwĩ. O Ãwá pode ser percebido pelos sentidos, e é compreendido como o invólucro que cobre e protege a alma, já o Isáwĩ é bem mais difícil de ser percebido, e é compreendido como o coração ou a força vital dos indivíduos. A morte não é compreendida como naturalmente inevitável, e alguns indivíduos de conhecimentos mágicos profundos podem atingir uma imortalidade relativa. Quando alguém morre, a alma inteira sai pela boca, podendo ainda permanecer no cadáver por algum tempo caso seja a de um curandeiro. A alma, com nojo do cadáver, não é capaz de retornar ao corpo morto. Porém, é dito que houve um curandeiro que sabia como reanimar um cadáver.
A alma, após a morte, deve encontrar seu caminho para o além, chegando primero a um tronco que serve como ponte sobre um riacho repleto de piranhas. Caso a alma escorregue, as piranhas morderão seu pé e a alma voltará. Quando a alma consegue passar pela ponte, ela chega a um pântano em que há muitas minhocas da grossura de um braço humano, com uma raiz de árvore formando uma passagem estreita. Caso a alma tropece na lama, ela é ferida e é impedida de prosseguir. Quando a alma escapa do pântano, ela chega numa encruzilhada e, caso a alma siga o caminho da direita, ela chega à casa do relâmpago Našipá, que abre uma porta de onde sai um raio que parte a alma no meio. As almas que sofrem esse acidente se tornam fantasmas. Porém, escolhendo o caminho certo, a alma chega ao além, em que um pequeno falcão anuncia sua chegada e ela é recebida pelas almas de outros mortos.

### Lendas
Alguns fragmentos de lendas xipaias envolvem animais, como A onça e o tamanduá, uma fábula sobre vingança:
‘A onça não podia mais enxergar. Veio o tamanduá e prontificou-se a curá-la; porém, arrancou-lhe ambos os olhos. Agora ela ficou completamente cega. Aí, vieram o jacamim e o mutum, e a onça contou-lhes sua sina. O jacamim mandou seu companheiro trazer resina de jutaí, e com ela fabricou um par de olhos que inseriu na onça. Esta, então, queria vingar-se com o tamanduá, e as aves a aconselharam de ficar de emboscada na aguada. A onça deitou-se no alto de uma árvore e ficou à espreita do tamanduá. Quando este chegou, vendo seu adversário, disse: ‘Ó, compadre, será que estás de emboscada aí para me matar?’ ― ‘Não’, respondeu a onça, ‘bem que me arrancaste os olhos, mas agora já tenho um novo par e não estou mais com raiva de ti’. Mas quando o tamanduá chegou um pouco mais perto, a onça saltou para pegá-lo. O tamanduá se desviou e a onça caiu no chão. ‘Ensina-me a pular assim, para que eu também possa pegar bichos!’, zombou o tamanduá. Aí, a onça saltou novamente, mas o tamanduá se abaixou, e ela passou por cima dele. Ela não conseguiu pegá-lo de modo nenhum. Ela ficou mais uma vez de emboscada na aguada, mas não teve melhor resultado, até que, por fim, desistiu de seus planos de vingança.